# 61. Tony-gála
A 61. Tony-gála a 2006/2007-es szezon legjobb Broadway színházi alakításait értékelte. A díjátadót 2007. június 10-én tartották a New York-i Radio City Music Hallban, a műsor ezúttal házigazda nélkül zajlott le. A ceremóniát a CBS televízióadó közvetítette élőben, a jelöltek listáját Jane Krakowski és Taye Diggs jelentette be 2007. május 15-én.

## Győztesek és jelöltek
A nyertesek félkövérrel jelölve.
| Legjobb színdarab | Legjobb musical |
| --- | --- |
| - The Coast of Utopia – Tom Stoppard - Frost/Nixon – Peter Morgan - The Little Dog Laughed – Douglas Carter Beane - Radio Golf – August Wilson | - Tavaszébredés - Curtains - Grey Gardens - Mary Poppins |
| Legjobb színdarab újra a színpadon | Legjobb musical újra a színpadon |
| - Az út vége - Aki szelet vet - Talk Radio - Fordítások | - Company - The Apple Tree - Tánckar - Negyven fok árnyékban |
| Legjobb férfi főszereplő színdarabban | Legjobb női főszereplő színdarabban |
| - Frank Langella – Frost/Nixon (Richard Nixon) - Boyd Gaines – Az út vége (Osborne) - Brían F. O'Byrne – The Coast of Utopia (Alexander Herzen) - Christopher Plummer – Aki szelet vet (Henry Drummond) - Liev Schreiber – Talk Radio (Barry Champlain)                        | - Julie White – The Little Dog Laughed (Diane) - Eve Best – Boldogtalan Hold (Josie Hogan) - Swoosie Kurtz – Megtört szívek háza (Hesione Hushabye) - Angela Lansbury – Deuce (Leona Mullen) - Vanessa Redgrave – A mágikus gondolatok éve (Joan Didion)                                        |
| Legjobb férfi főszereplő musicalben | Legjobb női főszereplő musicalben |
| - David Hyde Pierce – Curtains (Frank Cioffi) - Michael Cerveris – LoveMusik (Kurt Weill) - Raúl Esparza – Company (Robert) - Jonathan Groff – Tavaszébredés (Melchior Gabor) - Gavin Lee – Mary Poppins (Bert)                                                                | - Christine Ebersole – Grey Gardens ('Little Edie' Beale) - Laura Bell Bundy – Doktor Szöszi (Elle Woods) - Audra McDonald – Negyven fok árnyékban (Lizzie Curry) - Debra Monk – Curtains (Carmen Bernstein) - Donna Murphy – LoveMusik (Lotte Lenya)                                           |
| Legjobb férfi mellékszereplő színdarabban | Legjobb női mellékszereplő színdarabban |
| - Billy Crudup – The Coast of Utopia (Vissarion Belinsky) - Anthony Chisholm – Radio Golf (Idős Joseph Barlow) - Ethan Hawke – The Coast of Utopia (Michael Bakunin) - John Earl Jelks – Radio Golf (Sterling Johnson) - Stark Sands – Az út vége (Raleigh)                    | - Jennifer Ehle – The Coast of Utopia (További szereplők) - Xanthe Elbrick – Coram Boy (Alexander/Aaron) - Dana Ivey – Butley (Edna Shaft) - Jan Maxwell – Coram Boy (Mrs. Lynch) - Martha Plimpton – The Coast of Utopia (Varenka/Natasha Tuchkov)                                             |
| Legjobb férfi mellékszereplő musicalben | Legjobb női mellékszereplő musicalben |
| - John Gallagher Jr. – Tavaszébredés (Moritz Stiefel) - Brooks Ashmanskas – Martin Short: Fame Becomes Me (További szereplők) - Christian Borle – Doktor Szöszi (Emmett Forrest) - John Cullum – Negyven fok árnyékban (H.C. Curry) - David Pittu – LoveMusik (Bertolt Brecht) | - Mary Louise Wilson – Grey Gardens ('Big Edie' Beale) - Charlotte d'Amboise – Tánckar (Cassie Ferguson) - Rebecca Luker – Mary Poppins (Winifred Banks) - Orfeh – Doktor Szöszi (Paulette Bonafonté) - Karen Ziemba – Curtains (Georgia Hendricks)                                             |
| Legjobb szövegkönyv musicalben | Legjobb eredeti zene |
| - Steven Sater – Tavaszébredés - Rupert Holmes, Peter Stone – Curtains - Doug Wright – Grey Gardens - Heather Hach – Doktor Szöszi | - Tavaszébredés – Duncan Sheik (zene), Steven Sater (dalszöveg) - Curtains – John Kander (zene és dalszöveg), Fred Ebb (zene), Rupert Holmes (dalszöveg) - Grey Gardens – Scott Frankel (zene), Michael Korie (dalszöveg) - Doktor Szöszi – Laurence O'Keefe, Nell Benjamin (zene és dalszöveg) |
| Legjobb díszlettervezés színdarabban | Legjobb díszlettervezés musicalben |
| - Bob Crowley, Scott Pask – The Coast of Utopia - Jonathan Fensom – Az út vége - David Gallo – Radio Golf - Ti Green, Melly Still – Coram Boy | - Bob Crowley – Mary Poppins - Christine Jones – Tavaszébredés - Anna Louizos – High Fidelity - Allen Moyer – Grey Gardens |
| Legjobb jelmeztervezés színdarabban | Legjobb jelmeztervezés musicalben |
| - Catherine Zuber – The Coast of Utopia - Ti Green, Melly Still – Coram Boy - Jane Greenwood – Megtört szívek háza - Santo Loquasto – Aki szelet vet | - William Ivey Long – Grey Gardens - Gregg Barnes – Doktor Szöszi - Bob Crowley – Mary Poppins - Susan Hilferty – Tavaszébredés |
| Legjobb látványtervezés színdarabban | Legjobb látványtervezés musicalben |
| - Brian MacDevitt, Kenneth Posner, Natasha Katz – The Coast of Utopia - Paule Constable – Coram Boy - Brian MacDevitt – Aki szelet vet - Jason Taylor – Az út vége | - Kevin Adams – Tavaszébredés - Christopher Akerlind – Negyven fok árnyékban - Howard Harrison – Mary Poppins - Peter Kaczorowski – Grey Gardens |
| Legjobb színdarabrendező | Legjobb musicalrendező |
| - Jack O'Brien – The Coast of Utopia - Michael Grandage – Frost/Nixon - David Grindley – Az út vége - Melly Still – Coram Boy | - Michael Mayer – Tavaszébredés - John Doyle – Company - Scott Ellis – Curtains - Michael Greif – Grey Gardens |
| Legjobb koreográfia | Legjobb zenekar |
| - Bill T. Jones – Tavaszébredés - Rob Ashford – Curtains - Matthew Bourne, Stephen Mear – Mary Poppins - Jerry Mitchell – Doktor Szöszi | - Duncan Sheik – Tavaszébredés - Bruce Coughlin – Grey Gardens - Jonathan Tunick – LoveMusik - Jonathan Tunick – Negyven fok árnyékban |

### Különdíjak
- A legjobb körzeti színház: Alliance Theatre Company, Atlanta, Georgia
- Legjobb színházi esemény: Jay Johnson: The Two and Only!, Kiki & Herb Alive on Broadway

## Előadott számok
- Negyven fok árnyékban ("Raunchy" — Audra McDonald, John Cullum)
- Grey Gardens ("The Revolutionary Costume for Today" — Christine Ebersole)
- Tavaszébredés ("Mama Who Bore Me," "The Bitch of Living," "Totally Fucked"(A tévés közvetítés miatt a dalok szövegét megváltoztatták az előadás alatt.))
- Curtains' ("Show People")
- Mary Poppins ("Chim Chim Cher-ee," "Step in Time," "Anything Can Happen")
- Company ("Being Alive" — Raul Esparza)
- Az "American Idol" győztes Fantasia Barrino előadott továbbá egy számot a  Bíborszín musicalből, a legjobb körzeti színház díját elnyert és a darab premierjének helyszíneként szolgált Alliance Theater tiszteletére.[3]

## Műsorvezetők
A gálán az alábbi műsorvezetők működtek közre:
- Jane Alexander
- Christina Applegate
- Zach Braff
- Harry Connick Jr.
- Claire Danes
- Jeff Daniels
- Brian Dennehy
- Taye Diggs
- Harvey Fierstein
- Carla Gugino
- Marvin Hamlisch
- Marcia Gay Harden
- Neil Patrick Harris
- Anne Heche
- Marg Helgenberger
- Christian Hoff
- Felicity Huffman
- Mark Indelicato
- Eddie Izzard
- John Kander
- Jane Krakowski
- Angela Lansbury
- Robert Sean Leonard
- John Mahoney
- Audra McDonald
- Idina Menzel
- Bebe Neuwirth
- Cynthia Nixon
- Donny Osmond
- Bernadette Peters
- David Hyde Pierce
- Christopher Plummer
- Daniel Reichard
- Anika Noni Rose
- Liev Schreiber
- Kevin Spacey
- J. Robert Spencer
- Tommy Tune
- John Turturro
- Usher
- Ben Vereen
- Vanessa L. Williams
- Patrick Wilson
- Rainn Wilson
- John Lloyd Young

## Fordítás
- Ez a szócikk részben vagy egészben  a(z)   61st Tony Awards című angol Wikipédia-szócikk fordításán alapul.  Az eredeti cikk szerkesztőit annak laptörténete sorolja fel. Ez a jelzés csupán a megfogalmazás eredetét és a szerzői jogokat jelzi, nem szolgál a cikkben szereplő információk forrásmegjelöléseként.